# Little Saint Nick
Little Saint Nick è una canzone pop-natalizia, incisa nel 1964 dai Beach Boys, che poi la inclusero nel loro album natalizio The Beach Boys' Christmas Album, uscito l'anno seguente. Autori del brano sono Brian Wilson e Mike Love.
La canzone, nota popolarmente anche come Run Run Reindeer (dal ritornello), è stata utilizzata anche in una campagna pubblicitaria di una nota bibita.

## Testo & Musica
La canzone parla della figura di Babbo Natale-Santa Claus, che arriva dal Polo Nord con una mezza dozzina di renne, con a capo la renna Rudolph.

## Tracce
1. Little Saint Nick
2. The Lord's Prayer

## Cover
Della canzone sono uscite anche delle cover, incise, tra l'altro da John Denver e i Muppets, dagli Hanson, ecc.